# ゴミ屋敷とトイプードルと私
『ゴミ屋敷とトイプードルと私』（ゴミやしきとトイプードルとわたし）は、池田ユキオによる日本の漫画作品。小学館からウェブコミックとして販売されており、シリーズ化されている。
Renta!の「2019年電子書籍売り上げランキング」のレディース部門で2位、めちゃコミックの「月間人気漫画ランキング」の2018年8月期で2位、2019年2月期で10位となっていた。

## 概要
人間の承認欲求を描いた作品であり、周囲から注目されたいが故に、SNSに没頭するも、事件に巻き込まれて転落していく女性の様子を描いたサスペンスとなっている。
2017年8月、『転落女子地獄 蜘蛛の巣貧困 Vol.1』に掲載されて人気を博し、以降は『ワケあり女子白書』（後に『comic I'ma』にリニューアル）でシリーズ連載している。

## あらすじ
無印（『転落女子地獄 蜘蛛の巣貧困 Vol.1』）
大手広告代理店に勤めるOL・明日香は可愛い容姿から、親に甘やかされ、地味な姉から欲しいものを奪い、読者モデルを務め、男性にも愛されて、まさに恵まれた人生を送っていた。34歳になった現在も、SNSにオシャレな私生活を投稿してフォロワーから絶賛されることを楽しみにしていたが、借金返済の催促と父親の急病がきっかけで、転落の道を歩む。
#港区会デビュー（『ワケあり女子白書』Vol.10 - Vol.16）
前作から1年後。SNSで人気を集めるmisakiに憧れて、SNSに没頭する日々を送るサヤは恋人と婚約し、総務部から念願の営業部に異動して順風満帆な人生を歩む一方、同じ部署の派遣社員・中山を見下していた。ある日、営業部の林田詩織から、実業界の著名人やモデルが集う港区会のパーティに誘われたのだが…。
#ラブと癒やしとホントの私（『ワケあり女子白書』Vol.17 - Vol.19）
#港区会デビューから更に1年後。前作で散々騒ぎを起こしたせいで電報堂をクビになり、六本木のボロアパートで細々と暮らしていたサヤは自分よりももっと下の奴を見たいと、明日香と再会。明日香は会社をクビになった後、親の介護で引きこもっているという噂が流れていたので、きっと落ちぶれているに違いないと思っていたが、何と明日香は生き生きとしていた。本人によると、あるヒーリングセミナーとの出会いがきっかけだそうだが…。
#キラキラtuberまみりこ（『ワケあり女子白書』Vol.20 - Vol.31）
ウィーチューバーとして活動する元アイドル・まみりこ。親友やペットなどあらゆる物を“映え”に利用して、トップを目指していた。そんな中、有名IT社長の手がける配信アプリにスカウトされるが、注目されるには“社長のお気に入り”になる必要がある事を知る。

## 登場人物

### 主人公
山上明日香（やまがみ あすか）
無印の主人公。大手広告会社・電報堂の総務部に勤めるOL。初登場時34歳。内巻きの茶髪のセミロングヘアが特徴。以前クレジットカードの支払いで自分で完済できない程の借金を抱えてしまい父親に泣きついて肩代わりしてもらった上、実家の敷地内に作ってもらった離れで暮らしていたが、そこは足の踏み場もない程のゴミ屋敷状態となっていた。甘やかされて育った影響で、家事全般が全くできない。
可愛らしい容姿で両親から溺愛され、姉から欲しい物を横取りしながら育った。若い頃は雑誌の読者モデルをしており男性からちやほやされ、一晩男性の相手をすれば何でも買ってもらい、行きたい場所に連れて行ってもらえる生活を送っていた。
男性達が離れていったのも「自分がキャリアウーマンになって声をかけづらくなったから」だと都合よく解釈している。自意識過剰かつワガママな性格で、仲良しの後輩・サヤには高級ランチを奢ったりセレブ愛飲の酵素ドリンクをプレゼントしたりと見栄を張り、イケメン社員の徳井からは度々優しくされている事から自分に好意があると思い込んでいる。また、SNS映えの為にトイプードルのソラを飼っているが、気に食わない反応をすると虐待している。
高級ブランドのバッグを買ったり、エステや海外旅行に行くなど無理して作り上げたセレブな生活をSNSにアップして承認欲求を満たす日々を送っていたが、400万円の借金を抱えてついにクレジットカードを止められ、その矢先に父親がクモ膜下出血で倒れてしまう。
借金返済のため、仕事帰りに遭遇した後藤と援助交際のつもりでラブホテルで行為をするが、タクシー代しか貰えず失敗。更に後藤と路上でキスしてホテルに入る様子を同僚に目撃されており、写真を撮られてSNSにアップされ、翌日会社で笑い者にされる。逃げ込んだ社内のトイレではサヤが明日香の悪口を同僚と言い合っているのを聞いて激怒。徳井の元へ向かい色目を使うものの冷たくあしらわれ、激昂して掴みかかり大暴れしたため電報堂をクビになる。
その後、姉・今日子の夫と不倫をした事と金を使い尽くした事でついに姉の怒りが爆発し、離れから追い出される制裁を下された。しかし父親の介護をする事を条件に引き続き実家に住まわせてもらっている。長期の介護で引きこもりになり、元のキラキラしていた姿とはかけ離れ、老け込み激太りした姿となった。
＃港区会デビューではポエムをSNSに投稿しており、サヤから嘲笑われていたが、転落していくサヤのSNSを監視しており「見ているよ」とコメントを送っていた。
＃ラブと癒しとホントの私では、フルネームが判明し、36歳になっている。父親が亡くなり遺産を手に入れた途端、実家から行方をくらまし、遺産をエステに使い込んで元の美貌と体型を取り戻すと、スピリチュアルサロン・アンジェリンクルの広告塔としてヒーラーになった。表向きはシンプルライフをブログに投稿し、ナチュラルメイクに白シャツ・ロングスカート・ぺたんこパンプスといった地味な服装をし、サロンでは清楚に振舞っているが、アンジェリンクルから離れると高級ブランド・お金・お洒落が大好きな本性に戻り、全く変わっていない。実家を出てからはどこかのマンションに住んでおり、室内の一部は撮影用のためか一見片付いていて綺麗だが、相変わらず服や物で溢れておりゴミ屋敷ぶりを発揮している。
最後はアンジェリンクルが詐欺商売であることを信者達と純深叶の前で告発し、純深叶を逮捕まで追い詰めた。最終的に本人も詐欺容疑で警察に追われて逃走、その後は不明。
西村沙耶（にしむら さや）
無印の登場人物で、＃港区会デビューの主人公。明日香の後輩。初登場時24歳。黒髪のロングヘアが特徴。作中ではサヤと表記される。無印～＃港区会デビューの序盤まで徳井と社内恋愛していた。仙台出身で高校卒業後に上京し、アパートで独り暮らしをしていた。実は料理が苦手で作るものはレトルトやカップ麺が多く、買ってきた惣菜を手作りと偽る事もしばしばあった様子。
無印では明日香を慕っていたが、裏ではババア呼ばわりして悪口を言うなど見下しており、自分が徳井と交際している事実を知らない明日香を「徳井さんが明日香センパイに気があるらしい」とそそのかし、からかっていた。明日香が会社をクビになった後は痛々しいポエムを投稿する彼女を相変わらず嘲笑しつつ、自身も人気フォトスタグラマーのmisakiに憧れてSNSで発信している。努力家ではあるが、周囲に対する承認欲求が非常に強い。
＃港区会デビューの冒頭で徳井からプロポーズされ、キャリアアップとして志望していた営業部に晴れて異動が叶い、幸せの絶頂にいた。営業部の女ボス・詩織とすぐに仲良くなり、モデルや著名人・社長が集まる港区会に誘われ参加する事になる。たちまち華やかでセレブなパーティーの虜になり、さらに欲しい物はパパ活で手に入れられると教わり、ZUZUCITYの児玉や、港区会メンバーの社長・専務らと肉体関係を重ねて仕事の契約を取っていき、一時期は営業成績トップを勝ち取った。詩織と仲良くする一方、同じ日に営業部に配属された派遣社員の中山の事は地味な雰囲気からかなり見下しており、港区会に参加する為に彼女を騙して残業を押し付けたりした。
パパ活と港区会三昧な日々を送るうちに婚約者の徳井をも見下すようになり、結婚の下準備の約束をドタキャンし続けて彼を放置するようになる。ついに徳井から婚約破棄を告げられた際は「何であたしがフラれなきゃいけないんだ」と激昂して暴れまわり、口汚く罵った。
その後、パパ活中の写真が何者かによってSNSにアップされ、ネット炎上するがそれすらも「みんなから注目されている」と喜ぶ。しかし中山が会社の階段から突き落とされた一件で真っ先に犯人と疑われ、パパ活で取った仕事の契約も全て破棄され、SNSに投稿した写真にクライアントの機密情報が写り込んでいたため営業部に苦情が殺到し、パパ活もバレて停職処分になる。
停職処分中も、ネット炎上により住所を特定されたためストーカー被害に遭うようになるが、それすらも嬉々としてSNSに投稿する異常性を見せる。さらにmisakiに構ってほしいがためにメッセージで暴言を吐き彼女からブロックされ、取り乱しながらmisaki行きつけのバーに向かう。そこでは誘われていない港区会が開催されており、その中で詩織が本性を表し、自分がずっと好きだった徳井を何の苦労もしていないサヤに取られた恨みから、港区会のパパ達に体を捧げさせる「生贄」要員として今まで参加させていた事と、もう用無しである事実を暴露され、罵られる。バーから追い出された後、路上でついにmisakiと対面するが、その正体が中山であったことで半狂乱になる。中山を嘘つき呼ばわりするが、彼女が中山物産の社長令嬢だと知るやいなや本物と確信して掌を返してすり寄るが、冷たく突き放されてしまう。去り際に中山から「徳井と結婚していれば勝ち組になれたのに」と言われた事に触発され、徳井の家に不法侵入して裸エプロン姿で復縁を迫って警察に捕まり、そのまま電報堂をクビになる。
その後は、落ちぶれヒモになった児玉と六本木のボロアパートに同居。港区以外では働きたくないプライドで、アパート近くのスーパーでレジ打ちのパートをして児玉にパチンコ代を渡す生活を送っており、顔も老け込み完全に転落した。
＃ラブと癒しとホントの私では、自分より下の人間が見たいとアンジェリンクルを訪れ、明日香と再会したが見た目も変わらず生き生きとしている明日香を見て落胆していた。帰ろうとしたところをリョウヤに捕まり、彼に見惚れて取り込まれる。終盤ではリョウヤが新しく設立したヒーリングサロン・ルミナリスの代表になり、信者たちの歓声を浴びて興奮している。
まなみ / まみりこ
＃キラキラtuberまみりこの主人公。まみりこのハンドルネームで、ウィーチューバーとして活動している。かつては、地下アイドル・バニラ&ミントとして活動していた。

### 無印の登場人物
今日子（きょうこ）
明日香の姉。地味な容姿で、子供の頃から妹と両親から不遇な扱いを受けていた。夫と息子がいる。
母とともに明日香が住む離れの掃除に入った際、瀕死状態のソラを発見し救出。その後はソラを引き取って大切に飼っている。金を貪り尽くして自滅した明日香を辛辣な言葉で哀れみ、夫との不倫に対しては激しい怒りを露わにし、離れから明日香を追い出す制裁を下した。しかし父親の介護を約束に明日香が実家に住む事を許しており、自身は息子を母親に預けて仕事に出かけるようになる。
＃ラブと癒しとホントの私では、行方をくらまして父親の一回忌にも顔を出さない明日香に電話をかけ、説教していた。
今日子の夫
今日子の夫。眼鏡をかけた地味な男性。明日香に誘われて彼女と不倫しており、「明日香の方が可愛い」とまで発言している。＃ラブと癒しとホントの私では再び明日香にそそのかされており、今日子からビンタを食らっている。
サトル
今日子の息子。明日香の甥。ソラに懐かれており、よく遊んでいる。
ソラ
明日香がSNS映えのために30万円で購入した雄のトイプードル。ガムテープで縛りつけて撮影される、罵声を浴びせられる、反抗すると蹴り飛ばされるといった虐待を受けており、最終的には放置されて瀕死状態に陥るが、今日子に救われる。後に今日子の家で飼われる事になり、特にサトルに懐いていた。
＃ラブと癒しとホントの私では、明日香の作り話で2歳で亡くなった事にされているが、実際は元気に過ごしている。
明日香と今日子の両親
幼少期から明日香を甘やかし、今日子には厳しく接してきた。
明日香のクレジットカードの支払いの肩代わりをしていたが、父親がクモ膜下出血で倒れて支払いができなくなり、そこから明日香の破滅が始まった。父親はその後、明日香の介護を受ける事になるが、変わり果てた明日香の姿を明日香だと認識できなかった。＃ラブと癒しとホントの私では父親は新章開始時点で既に亡くなっている。
徳井康介（とくい こうすけ）
サヤの恋人で、明日香の後輩。サヤからは「こうくん」と呼ばれている。電報堂のクリエイティブ部のトップアートディレクター。イケメンで女性社員からの人気が高い。
後藤から明日香を助けたり気さくに話しかける等、明日香に気がある素振りを見せていたが、恋人のサヤと一緒になってからかっていただけで、実際に明日香に色目を使われた際には本性を表し、冷たく突き放した。
＃港区会デビューの冒頭でサヤにプロポーズをするが、港区会のパーティーにはまった彼女とすれ違いが生じ始め、結婚の下準備や顔合わせの約束を何度もドタキャンされた事に加えて、SNS映えのためにレトルトのビーフシチューを手作りと偽る彼女に怒りが爆発し、婚約破棄を告げる。その後は中山に好意を抱き、告白する。終盤、自宅に不法侵入して裸エプロンでドロドロの料理を作り復縁を迫るサヤに襲われ、警察に通報する。
後藤（ごとう）
電報堂のクライアントの中年男性。太ってハゲた容姿で、電報堂の社員（特に女子社員）からは「ハゲだぬき」と呼ばれ嫌がられている。明日香を「明日香チャン」と呼んで毎回言い寄っており、明日香からは心底ウザがられている。借金返済に追われる明日香と夜に偶然鉢合わせし、ラブホテルで行為をする。しかし明日香には若くないからとタクシー代しか渡さず、馬鹿にした言葉を吐いて立ち去った。実は手当たり次第女子社員に声をかけていた程の、単なる女好きであった。

### ＃港区会デビューの登場人物
中山美咲（なかやま みさき） / 中山泉（なかやま いずみ）
サヤと同じ日に営業部に配属された派遣社員。後者は派遣契約時に名乗った偽名。
他の営業部の女性社員と比べると地味な雰囲気だが清楚な容姿をしているが、温厚な性格で品が良く、仕事がかなり出来る優秀な女性。
しかしサヤからは見下されており、事あるごとに目の敵にされている。サヤに騙されて残業を押し付けられた一件で徳井と知り合い、彼から好意を抱かれるが、ある日徳井から告白された帰りに、何者かに会社の階段から突き落とされて左腕に全治2週間の大ケガを負う。
実は超一流企業・中山物産の社長令嬢で人気フォトスタグラマー・misakiの正体。近々結婚して会社を継ぐ予定で、それまでに色々な経験をするため、取引先である電報堂に派遣社員として入社した。フォロワーとの交流女子会に向かうためにリムジンを降りた路上でサヤと遭遇し、掌を返してすり寄るサヤに対し「派遣をやって良い勉強になった。あなたのような可哀想な人を知る事もできたし」と皮肉交じりに哀れみ、自分はmisakiと同じだから親友になれると訴えるサヤを「私と同じになるには、生まれ直さなきゃ無理」と突き放した。自分を階段から突き落とした犯人が詩織だと気づいており、営業部の社員を中山物産にヘッドハンティングした上で詩織との会話を録音させた。派遣契約終了で退社の挨拶をする際に録音内容を社員の前で流し、その場で自身の正体を明かして詩織に脅し交じりに謝罪を求めた。
misaki（みさき）
サヤが憧れている人気フォトスタグラマー。
裕福な家庭に生まれた東京都港区在住のお嬢様で、大企業に勤めるキャリアウーマン。フォロワーは1万人超。セレブな生活をSNSに投稿しているが、顔出しはしていない。
林田詩織（はやしだ しおり）
営業部に所属する、美人で仕事をバリバリこなすキャリアウーマン。課長曰く「営業部の女ボス」。サヤからは「詩織さん」、同僚からは「しおりん」と呼ばれている。
異業種交流会と称してサヤを港区会に誘い、「みんなやっている」とそそのかしてパパ活を促した。常にサヤを気遣い、優しい先輩として接する。その一方で停職処分中にストーカー被害に遭うサヤの見舞いに行った際は、SNSを辞めさせるどころか助長させる言葉をかけるといった不可解な言動をする。
実はサヤを陥れた全ての黒幕であり、中山を階段から突き落とした犯人。徳井にずっと想いを寄せていたが、何の苦労もしていないサヤが徳井と交際しているのを恨んでおり、港区会に差し出す生贄にするためにサヤを港区会に誘い入れた。中山に対しては、徳井から告白された嫉妬と生意気という理由で階段から突き落とし、日頃から中山を目の敵にしていたサヤに濡れ衣を着せようとした。中山を突き落とした事を化粧直しをしながら嬉々として同僚に話すが録音されており、中山の派遣契約終了の挨拶時に全社員の前で録音を流され、彼女から脅し交じりに謝罪を求められ、土下座をした。
課長
営業部の課長。登場人物の中では良識的。残業中の社員に差し入れをするなど面倒見が良い。サヤが嘘をついて中山に残業を押し付けた事が発覚した際は厳しく叱りつけた。また、サヤが中山を突き落とした犯人だと疑われた際には「決め付けるんじゃない」と庇った。中山の正体と事情を知っている唯一の人物で、彼女の入社に協力している。中山が社員達に自身の正体を明かした際には、隠す必要が無くなったためか「美咲お嬢様」と呼んでいる。
児玉（こだま）
港区会メンバーの1人で、大手アパレルブランド・ZUZUCITYの社長。サヤと仲良くなり、港区のマンションを買ってあげる事を約束にサヤと肉体関係を重ねる。年商5千億円の大金持ちだったが、事業に失敗して転落し、家族からも見放される。六本木のボロアパートをサヤに紹介し、彼女のヒモになった。ストーカー「88」の正体。
88
停職処分になったサヤに付きまとうストーカー。SNSのアカウントはピエロのアイコンをしている。「ナデナデしてあげるよ」等の気味悪いメッセージを送ったり、ゴミを漁ってサヤが食べているカップ麺や生理用品を箱で送りつけたりした。その正体は児玉で、ピエロのアイコンは児玉が着ているトレーナーの柄だった。
専務
港区会メンバーの1人で、化粧品会社・R化粧品の専務。サヤの枕営業に乗り、自社の新商品のPR広告の仕事をあげると口約束するが、実際は体目当てでその気はなく、契約を無かった事にする。契約破棄に怒ったサヤが会社に突撃してきた時には態度を非難し、港区会の仲間でいたければ自分達に気に入られるようにしろ、と冷たく言い放つ。
サヤの両親
サヤの回想で登場。
父親はサヤが小学6年生の時に痴漢で逮捕され、無口になる。それ以降西村家は暗い家庭となり、母親は世間体を気にして極度に人目を恐れ、サヤに目立たないよう強要。サヤが高校（しかも進学校）に合格して玄関先で報告した時も娘の合格を喜ぶどころか「高校なんてどこでもいい。犯罪者の娘だってバレてもいいの？」と脅し交じりに咎めた。現在は疎遠になっており、サヤがキラキラを求める目立ちたがり屋な性格になった原因でもある。

### ＃ラブと癒しとホントの私の登場人物
Ryoya（リョウヤ）
リングル東京支部サロンコーチを務めるイケメンの男性。純深叶の助手として、悩みを抱える女性達に高額セミナーを持ちかける。明日香を「あっすー」と呼ぶ。明日香に会いに来たサヤを取り込んだ。アンジェリンクルが詐欺商売として告発される頃には早々に離脱。最終話ではヒーリングサロン・ルミナリスを設立し、サヤをサロン代表に仕立て上げた。
純深叶（すみか）
アンジェリンクルのスーパーヒーラーで明日香の師匠にあたる。”奇跡の50歳”を謳う美女。介護で引きこもり、激太りして絶望していた明日香にSNSで接触してサロンに引き込んだ張本人で、当初は明日香も彼女を尊敬していた。
50歳というのもヒーラー能力があるというのも真っ赤な嘘で、実は33歳の元キャバ嬢。いじめている地味で太った年の離れた姉の写真を「過去の自分」と偽って周囲に見せ、奇跡の50歳の信憑性を持たせていた。飲めば若返り、どんな病気も治す「アンジェウォーター」なるただの水を高額で売り付ける他、数々のセミナーでスピリチュアル精神を信者に叩き込む完全なる詐欺商売を行っていた。
週刊紙に詐欺容疑を疑う記事が出された時も、全ての罪を広告塔の明日香にかぶせて逃げようとする。しかし明日香が信者達と自身の前で捨て身の告発をしたため形勢逆転、最後は警察に逮捕され、老け込んだ姿で連行されていった。

### ＃キラキラtuberまみりこの登場人物
神田ちえ（かんだ ちえ）
まなみの小・中・高校時代からの親友。まなみの動画撮影を担当しているはずが、冴えない容姿をネットに晒されて叩かれるなど、彼女に都合良く利用されている。美容師としてヘアサロンで働いている。
小3の頃、転校してきたまなみに自分から声を掛けたことが切っ掛けで友達になる。
学生時代からまなみに振り回され彼女の容姿に劣等感を抱くが、学校でいじめを受けたり継父から性的虐待を受けた際にまなみに救われている。
傍から見れば歪な関係だが、まなみにとっては唯一人友達と呼べる存在であり、まなみとはお互いを親友として大切に思っている。
まなみに愛憎の混濁した複雑な感情を抱いており、自ら望んでまなみから離れなかったが、結局「大好き（まなみのことが）だけど疲れちゃった」と告げて離別した。
パルフェ
まなみが配信用にレンタルしたトイプードル。
双葉愛莉（ふたば あいり）
かつてまなみと共にバニラ&ミントで活動していた元地下アイドル。非常に可愛らしい容姿をしており、『5億年に一度地上に舞い降りた天使』と言われ、圧倒的な人気を誇っていた。バニラ&ミントは実質愛莉の人気で成り立っていたようなもので、当時のプロデューサーからは「愛莉とまみりこ以外は利用価値なし」と評価されていた。
後に新田との電撃結婚が決まり、結婚会見で妊娠5ヶ月という事と引退を発表した。まなみは彼女を越える事を原動力として活動に励んでいたが、会見で愛莉・新田共にまなみについて何ひとつ話題に出されなかった事がまなみに大きなショックを与え、絶望に叩き落とした。
新田潤（にった じゅん）
有名IT企業・ネクスタービジョンの社長。眼鏡をかけており、整った顔立ちをしている。彼に気に入られると人気が集まると噂されている。
一時まなみに気がある素振りを見せていたが実は愛莉と交際しており、後に電撃結婚を発表する。まなみがスカウトされた時には既に愛莉とできていた事実を知ったまなみは、彼を「クソ眼鏡」呼ばわりして怒りを露にしていた。
古谷聖子（ふるや せいこ）
TIMES TABLEで配信している女性ライバー。ママサークル「キラピカママチャンネル」代表。表向きは起業家ママとして振る舞っているが、自身のSNSやチャンネルの為なら手段を選ばない。家族は徳丸商事勤務の夫と息子・正樹がいるが、家族仲は冷え切っている。
七香（ななか）
聖子に声を掛けた女性。後に「キラピカママチャンネル」の中心人物になる。実はバニラ&ミントのメンバー・香（かおり）で解散後に整形。
かなえ
「キラピカママチャンネル」に所属する女性。元アパレルのデザイナー。

## 作中用語
電報堂（でんぽうどう）
明日香とサヤが＃ラブと癒しとホントの私より前に勤務していた大手広告会社。サヤ曰く「一番華やかな就職先」だそうで、女子社員は垢抜けた雰囲気の者が多い。無印では総務部、#港区会デビューでは営業部がストーリーの舞台となっている。
フォトスタグラム
明日香とサヤがやっているSNS。実在する某SNSと仕様は同じ。misakiというセレブな人気フォトスタグラマーがおり、サヤが「ホンモノのキラキラ女子」と呼び、憧れている。
港区会（みなとくかい）
有名モデルや読者モデル出身者、実業界の著名人や大手社長が集う会。毎回豪華なパーティーやクルージング、旅行を開催している。詩織に誘われて足を踏み入れたサヤもたちまち夢中になり、セレブの仲間入りができたと舞い上がるが、体を求めてくる港区会メンバーのパパ達を満足させるための「生贄」要員として呼ばれただけで、最終的には用済みとされ捨てられた。本来ならば女性陣はモデルなどのキャリア・コネ・美貌を持ち、さらに港区在住でなければ参加資格がない。港区会参加者の男性達はほとんどが既婚者で恋人探しをする女性などおらず、遊ぶだけ遊んだら卒業していく、一種の娯楽だった。
ZUZUCITY（ズズシティ）
児玉が経営する大手アパレルブランド。5千億円もの年商があったが事業に失敗し倒産する。社名の由来は実在する某アパレルブランド社。WEB媒体では当初「ZAZACITY（ザザシティ）」だったが、実在する名称であったため紙媒体の方では修正された。
中山物産（なかやまぶっさん）
超一流企業。中山美咲の父親が経営しているが、じきに美咲が会社を継ぐ予定。詩織の悪事を暴くのに協力した電報堂営業部の女子社員が、美咲の計らいによってヘッドハンティングされた。
ウィーチューブ
まなみが利用している動画サイト。

## 書誌情報
- 池田ユキオ『ゴミ屋敷とトイプードルと私 #港区会デビュー』小学館〈フラワーコミックススペシャル〉（2019年6月26日発売、2019年7月1日初版発行） ISBN 978-4-09-870580-1[14]
  - 生贄少女
- 池田ユキオ『ゴミ屋敷とトイプードルと私』小学館〈ビッグコミックス ペーパーバックコレクション〉既刊4巻、5巻以降は電子書籍の配信のみ

1. （2024年9月26日発売）ISBN 978-4-09-863060-8[15]
2. （2024年10月24日発売）ISBN 978-4-09-863063-9[16]
3. （2024年11月26日発売）ISBN 978-4-09-863133-9[17]
4. （2024年12月25日発売）ISBN 978-4-09-863186-5[18]
5. （2025年2月5日配信[19]）
6. （2025年3月4日配信[20]）
7. （2025年4月1日配信[21]）
8. （2025年4月25日配信[22]）
9. （2025年6月3日配信[23]）
10. （2025年7月8日配信[24]）